# Cantonul Vichy-Sud
Cantonul Vichy-Sud este un canton din arondismentul Vichy, departamentul Allier, regiunea Auvergne, Franța.

## Comune
- Vichy (parțial)